# Lampe Costanza

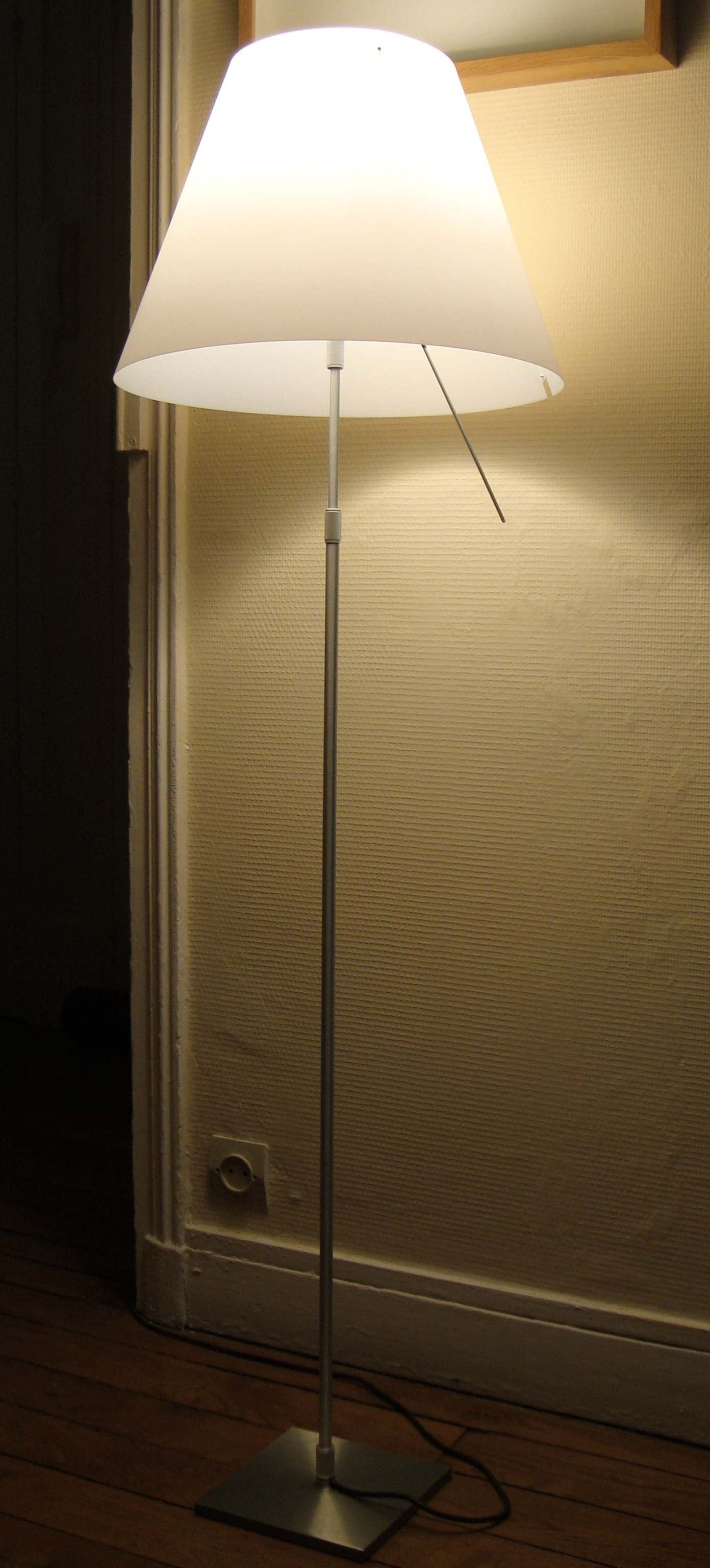
Lampe Costanza allumée

La lampe Costanza est un objet issu du design industriel créé par le designer italien Paolo Rizzato. La première édition de cette lampe a été proposée en 1986 et commercialisée depuis par la société milanaise Luceplan.

## Historique
Cette lampe contemporaine doit son énorme succès à l'épure et la ligne simple de sa forme et à son abat-jour en plaques de polycarbonate transparent, ou teinté clair, produites par la société Bayer, dont l'intensité de la lumière est modulée par un variateur sensoriel à tige incliné à 45 degrés d'angle. Elle repose sur un pied en aluminium brossé de 51 cm fixé à une base carrée de même matière de 10 cm de côté dans sa version originale. Elle est déclinée au cours des années 1990 en différentes versions : applique, suspension, lampe à hauteur variable, et à partir de 1992 en petite version de bureau Costanzina et lampadaire Grande Costanza.
À ce jour elle a été vendue à plus d'un million d'exemplaires.